# Jolanta Szczypińska
Jolanta Irena Szczypińska z domu Joachimiak (ur. 24 czerwca 1957 w Słupsku, zm. 8 grudnia 2018 w Warszawie) – polska polityk i pielęgniarka, posłanka na Sejm IV, V, VI, VII i VIII kadencji (2004–2018).

## Życiorys
Była córką Henryka i Lidii Joachimiaków. W 1979 ukończyła Policealne Studium Medyczne, pracowała jako pielęgniarka dyplomowana, m.in. w Wojewódzkim Szpitalu Zespolonym w Słupsku (1979–1989). W latach 70. związana z duszpasterstwem akademickim. W 1980 przystąpiła do NSZZ „Solidarność”, współtworzyła struktury związku w swoim miejscu pracy. W latach 80. współpracowała z opozycją, była zaangażowana w kolportaż wydawnictw drugiego obiegu. W 1986 prowadzono przeciwko niej postępowanie karne z przyczyn politycznych, które umorzono na mocy amnestii. W latach 80. zawarła związek małżeński, który po dwóch latach zakończył się rozwodem. Od 1987 była członkiem jawnej Międzyzakładowej Komisji Koordynacyjnej „S” Pomorza Środkowego Koszalin-Słupsk. Za działalność opozycyjną w PRL wielokrotnie zatrzymywana i karana przez kolegium ds. wykroczeń.
W latach 90. pracowała w regionalnej „Solidarności” oraz w Biurze Wystaw Artystycznych. Później powróciła do pracy jako pielęgniarka w Wojewódzkim Szpitalu Zespolonym w Koszalinie. Od 2001 kierowała filią biura poselskiego Lecha Kaczyńskiego.
W latach 1990–1993 należała do Porozumienia Centrum, w którym pełniła funkcję prezesa zarządu wojewódzkiego w województwie słupskim. W 2001 dołączyła do Prawa i Sprawiedliwości, obejmując stanowisko wiceprezesa zarządu regionu. W wyborach parlamentarnych w tym samym roku bezskutecznie kandydowała do Sejmu, a w wyborach samorządowych w 2002 na radną Słupska.
W 2004 objęła mandat poselski w miejsce Wiesława Walendziaka. Utrzymała go w wyborach parlamentarnych w następnym roku. W klubie parlamentarnym PiS pełniła funkcję wiceprzewodniczącej i zastępcy rzecznika dyscyplinarnego partii. W Sejmie V kadencji była wiceprzewodniczącą Komisji Zdrowia i członkiem Komisji Łączności z Polakami za Granicą. W wyborach parlamentarnych w 2007 po raz trzeci uzyskała mandat poselski, otrzymując w okręgu gdyńsko-słupskim 47 996 głosów. W VI kadencji Sejmu od 2008 była przewodniczącą Polsko-Wietnamskiej Grupy Parlamentarnej.
W wyborach do Parlamentu Europejskiego 2009 i 2014 bez powodzenia ubiegała się o mandat z listy Prawa i Sprawiedliwości w okręgu wyborczym Gdańsk.
W wyborach parlamentarnych w 2011 Jolanta Szczypińska uzyskała poselską reelekcję, otrzymując 19 819 głosów. W 2015 została ponownie wybrana do Sejmu liczbą 31 013 głosów.
W listopadzie 2018 została hospitalizowana na skutek powikłań po przebytym zabiegu urologicznym. Wcześniej posłanka cierpiała na chorobę nowotworową. Zmarła w warszawskim szpitalu 8 grudnia 2018. Została pochowana 17 grudnia 2018 na Starym Cmentarzu w Słupsku.

## Odznaczenia i upamiętnienie
W 2018, za wybitne osiągnięcia w podejmowanej z pożytkiem dla kraju działalności państwowej i publicznej, za działalność na rzecz przemian demokratycznych w Polsce, została pośmiertnie odznaczona przez prezydenta Andrzeja Dudę Krzyżem Komandorskim z Gwiazdą Orderu Odrodzenia Polski.
W 2022 jej imieniem nazwano ulicę w Kobylnicy.

## Galeria

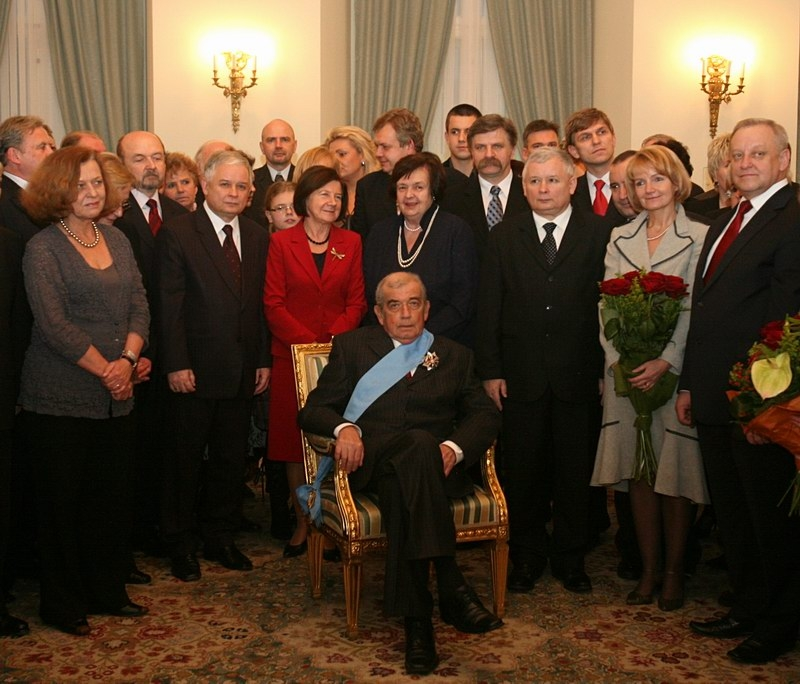
Jolanta Szczypińska podczas wręczania przez prezydenta Lecha Kaczyńskiego Orderu Orła Białego profesorowi Zbigniewowi Relidze (18 grudnia 2008)
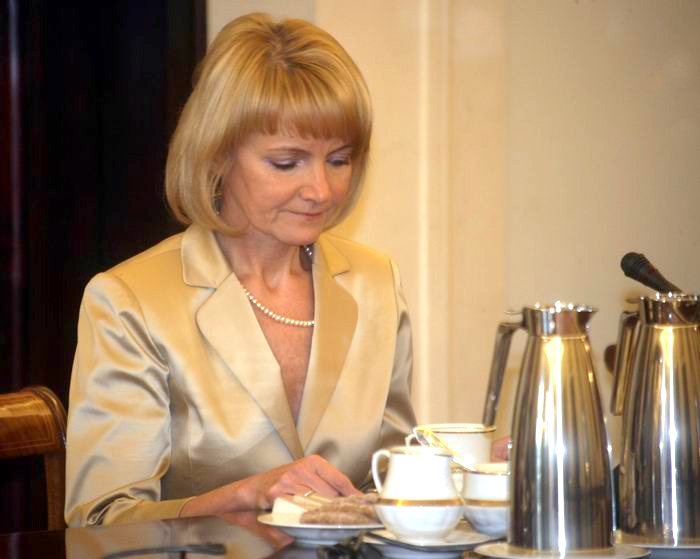
Jolanta Szczypińska (2008)
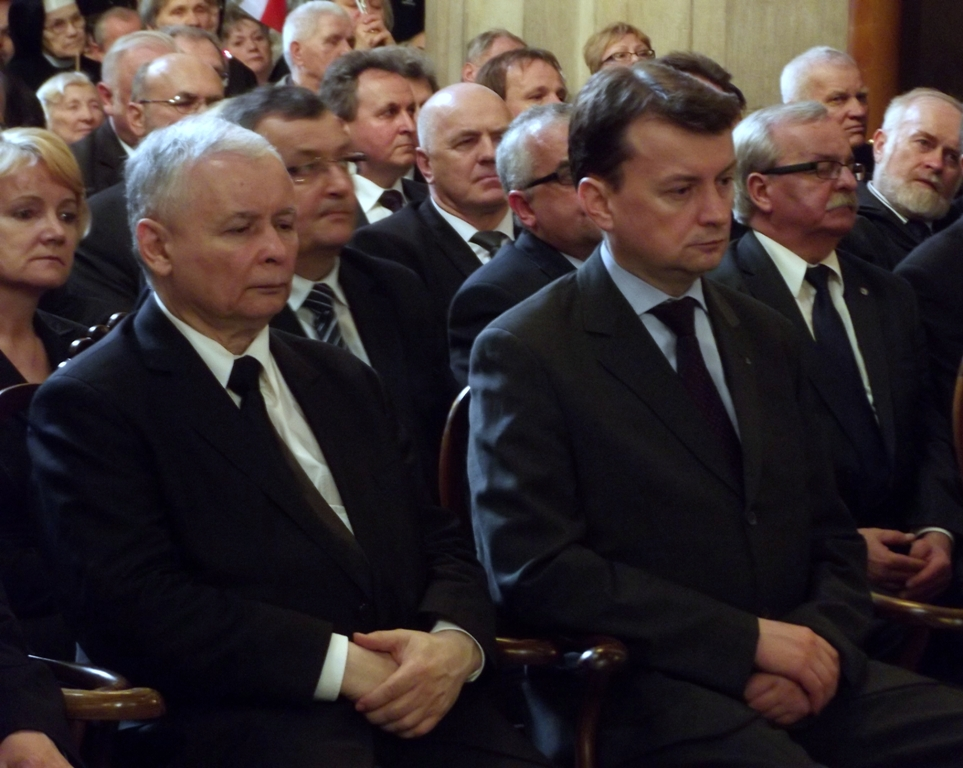
Podczas trzeciej rocznicy pogrzebu Lecha i Marii Kaczyńskich w Krakowie; obok Jarosław Kaczyński, Mariusz Błaszczak (18 kwietnia 2013)
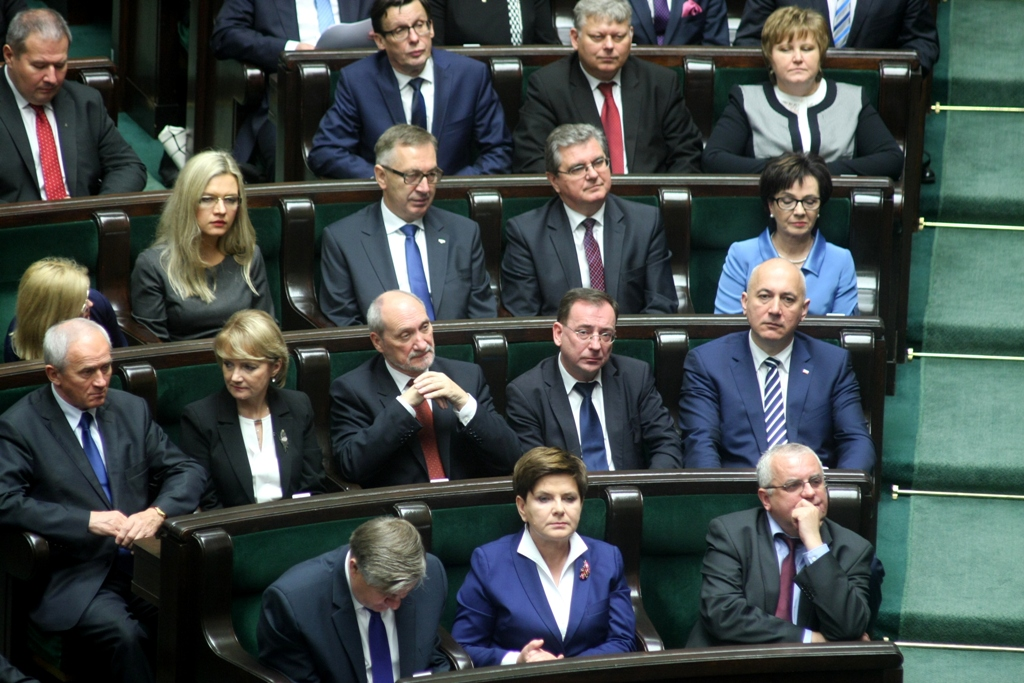
Na sali sejmowej (2015)
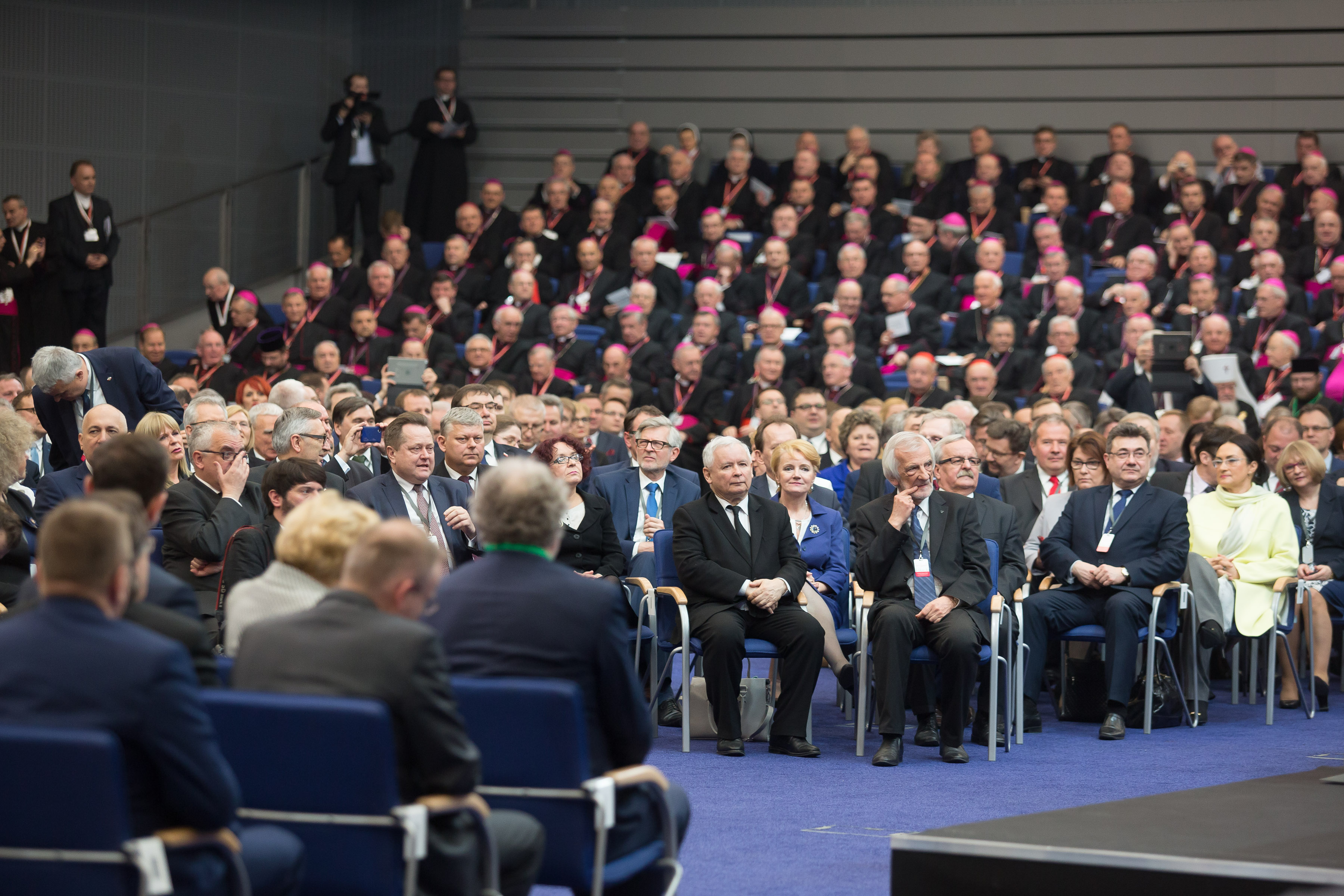
Jolanta Szczypińska podczas Zgromadzenia Narodowego w ramach obchodów 1050-lecia chrztu Polski w Poznaniu; obok Jarosław Kaczyński (2016)